# Howard County, Missouri
Howard County är ett administrativt område i delstaten Missouri, USA, med 10 144 invånare. Den administrativa huvudorten (county seat) är Fayette.

## Geografi
Enligt United States Census Bureau har countyt en total area på 1 220 km². 1 207 km² av den arean är land och 13 km² är vatten.

### Angränsande countyn
- Chariton County - nordväst
- Randolph County - nordost
- Boone County - sydost
- Cooper County - syd
- Saline County - väst

### Orter
- Fayette (huvudort)
- Glasgow (delvis i Chariton County)
- New Franklin